# Тбіліський метрополітен
Тбілі́ський метрополіте́н (груз. თბილისის მეტროპოლიტენი) — система ліній метрополітену в Тбілісі (Грузія).

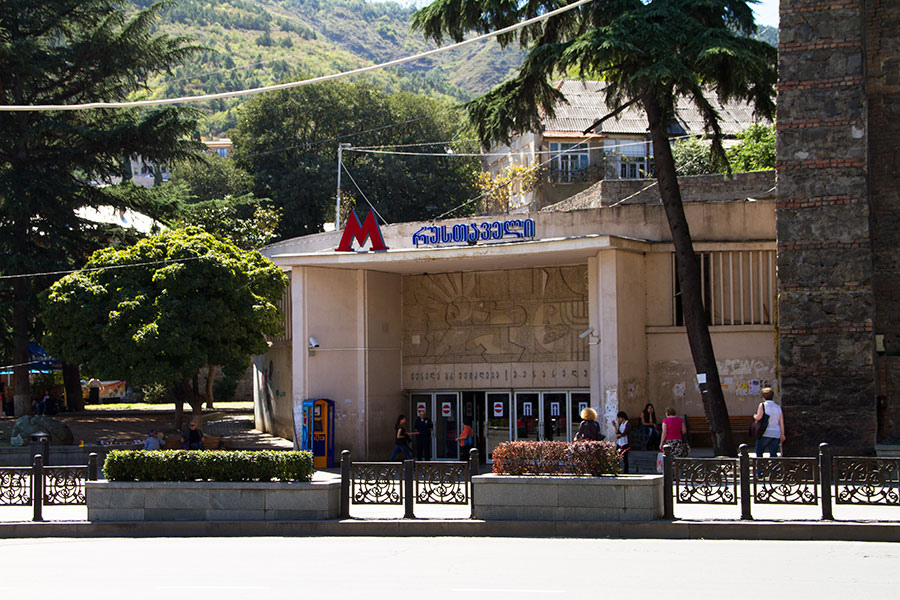
Руставелі (станція метро)

Тбіліський метрополітен є другим за розміром метрополітеном Південного Кавказу (першим — Бакинський метрополітен, третім — Єреванський).
До 2010 року в метрополітені діяли жетони (спочатку металеві, потім пластикові). На 2014 рік система оплати проїзду — тільки пластиковими картками. Вартість проїзду на жовтень 2024 р. становить 1 ларі, що дорівнює приблизно 15 гривням (станом на середину жовтня 2024 р.).
Оголошення в вагонах здійснюються грузинською та англійською мовами, назви станцій також написані грузинською та англійською.
Управляється муніципальною «Тбіліською Транспортною Компанією», яка також виконує перевезення на міських маршрутних автобусах.

## Історія
Будівництво метрополітену в місті почалося у 1952 році, незважаючи на те, що чисельність населення міста була набагато меншою за мільйон мешканців. Початкова ділянка з шести станцій була введена в експлуатацію у 1966 році. Тбіліський метрополітен став четвертим у СРСР, на той час у радянському союзі працювало три метрополітени у Москві, Ленінграді та Києві.

### Хронологія пускових комплексів

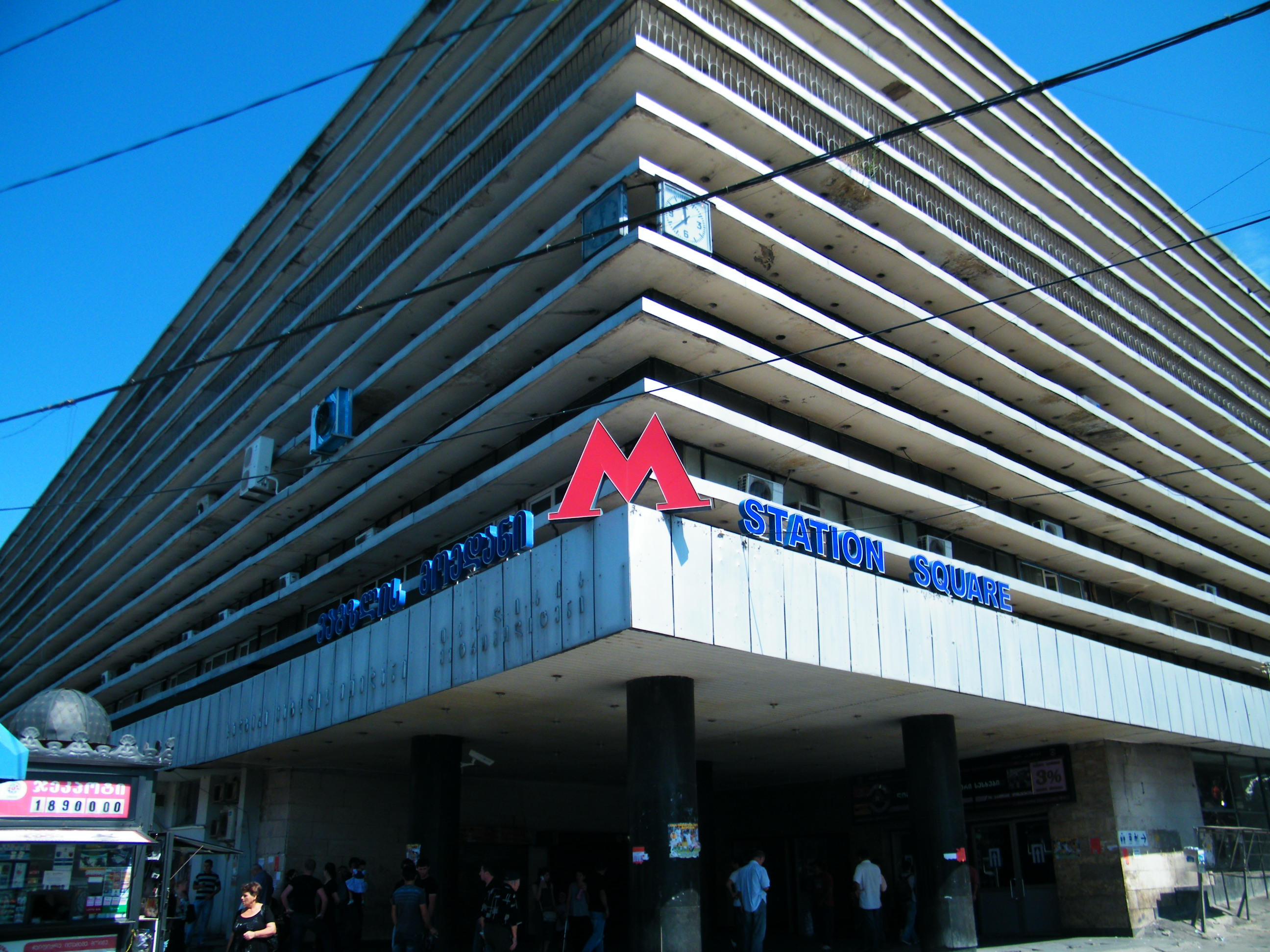
Вихід зі станції Садгуріс моедані-1

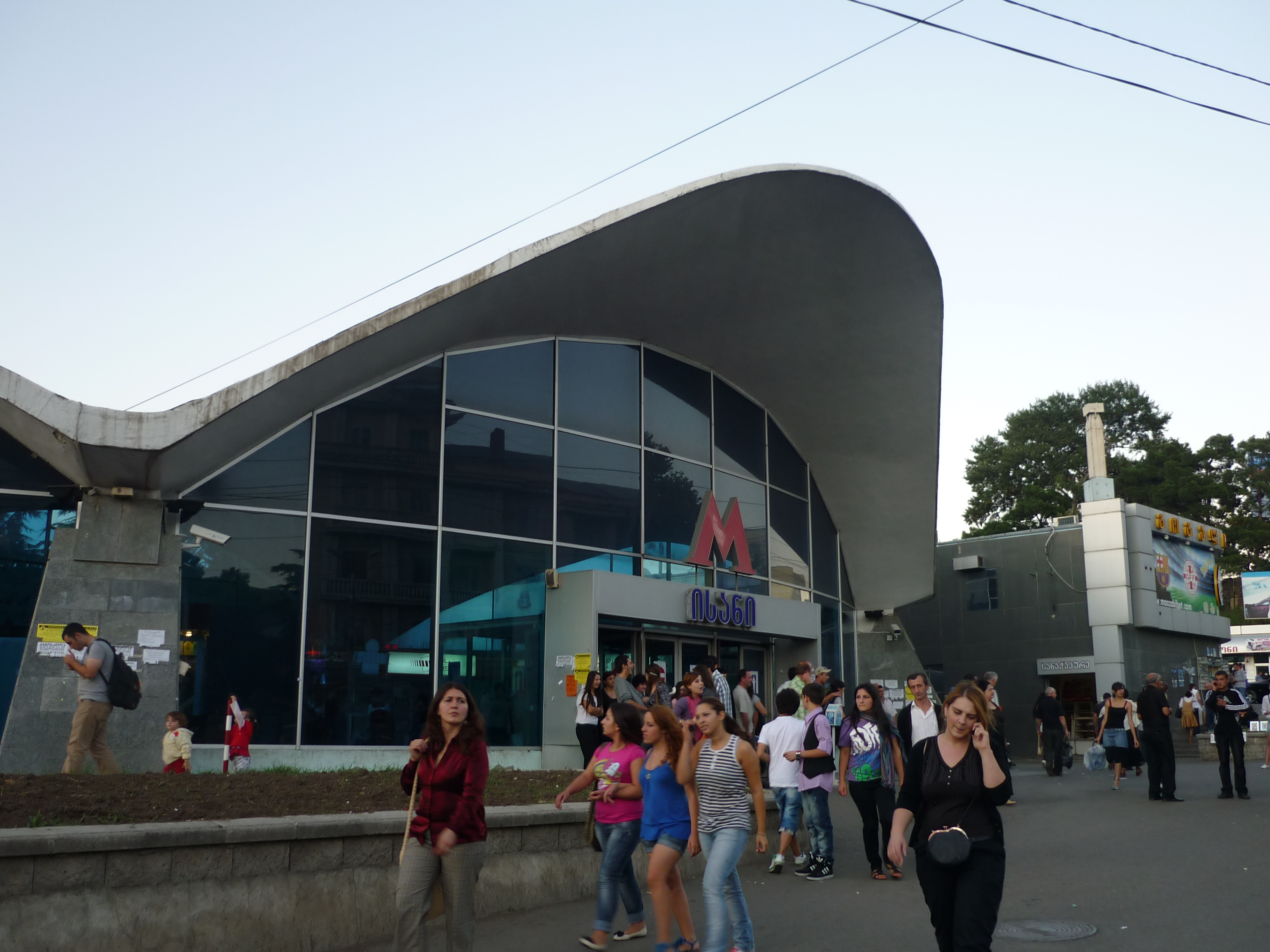
Вихід зі станції «Ісані»

- 11 січня 1966 : «Дідубе» — «Руставелі», лінія 1.
- 6 листопада 1967 : «Руставелі» — «300 Арагвелі», лінія 1.
- 5 травня 1971 : «300 Арагвелі» — «Самгорі», лінія 1.
- 15 вересня 1979 : «Садгуріс моедані-2» — «Делісі», лінія 2.
- 9 листопада 1985 : «Самгорі» — «Варкетілі», лінія 1.
- 16 листопада 1985 : «Дідубе» — «Гурамішвілі» (без «Грмагеле»), лінія 1.
- 28 листопада 1985 : «Грмагеле», лінія 1
- 7 січня 1989 : «Гурамішвілі» — «Ахметеліс театрі», лінія 1.
- 2 квітня 2000 : «Делісі» — «Важа-Пшавела», лінія 2.
- 16 жовтня 2017: «Важа-Пшавела» — «Сахелмціпо-Університеті», лінія 2.[1].

## Лінії
| #     | Назва                         | Відкриття | Протяжність | Кількість станцій |
| ----- | ----------------------------- | --------- | ----------- | ----------------- |
| 1     | Ахметелі-Варкетільська лінія  | 1966      | 19,6 км     | 16                |
| 2     | Сабурталінська лінія          | 1979      | 7,7 км      | 7                 |
| 3     | Руставелі-Вазісубанська лінія | —         | 8,1 км      | 5 (заплановано)   |
| Разом | Разом                         | Разом     | 27,3 км     | 23                |

## Станції

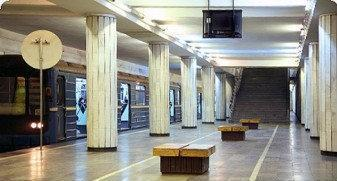

Більшість станцій в місті підземна серед яких переважають станції глибокого закладення (17 станцій глибокого закладення/4 мілкого закладення), наземних станцій лише 2. Станції Тбіліського метрополітену розраховані на прийом 5-вагонних потягів, проте на середину 2010-х керівництво метрополітену не планує додавати по одному вагону в кожен склад на лінії Ахметелі-Варкетілі, незважаючи на значне зростання пасажиропотоку на цій лінії в останні роки. На середину 2010-х по Ахметелі-Варкетільській лінії курсують чотиривагонні потяги, по Сабурталінській — тривагонні.

## Рухомий склад

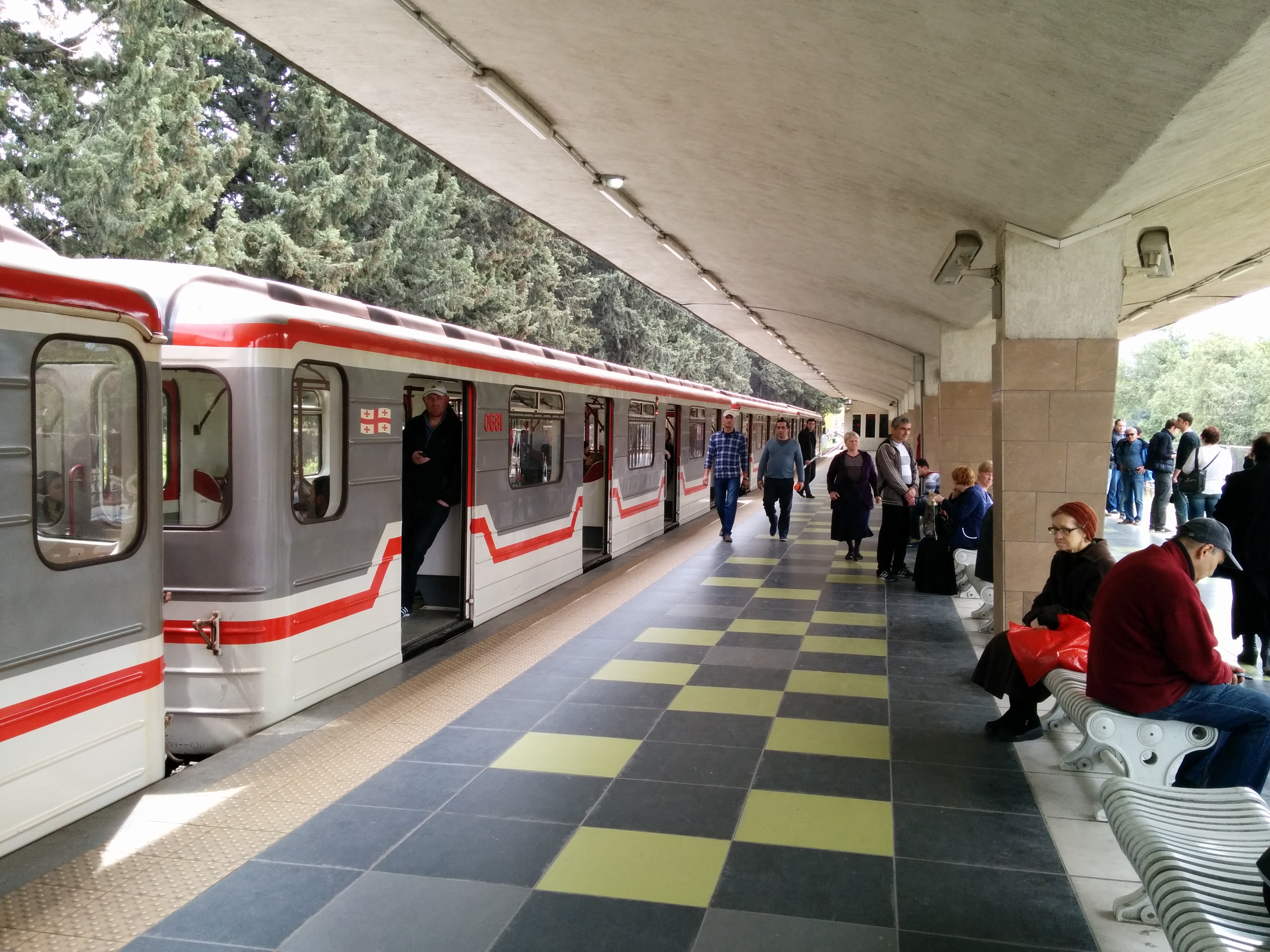
Вагон марки 81-717/714

Як рухомий склад використовуються вагони 81-717/714 , 81-717.5/714.5, Еж3, Ем-508Т, Ема-502. Вагони Е були виведені з експлуатації до 2010 року.
В 2005—2010 роках вагони пройшли модернізацію за чеським зразком, аналогічно вагонам 81-71 м, використовуваним в Празі. Модернізація включала в себе заміну електрообладнання, радикальну зміну салону і зовнішнього вигляду вагонів: на головні встановлювалася нові склопластикові маски, вагони перефарбовувалися в сріблясто-червоно-біле забарвлення.
Обслуговують рухомий склад два електродепо: ТЧ-1 Надзаладеві і ТЧ-2 Глдані. Кількість вагонів варіюється в різних джерелах від 140 до понад 200, офіційний сайт наводить цифру в 199 одиниць, з яких 156 знаходяться в експлуатації (120 на Ахметелі-Варкетільській лінії і на Сабурталінській 36).

## Режим роботи

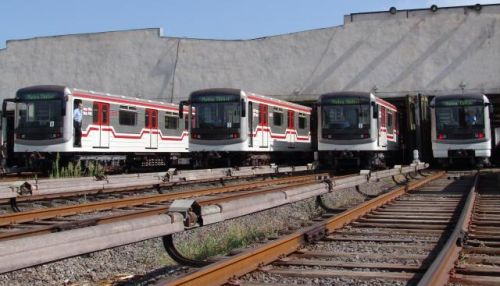
Тбіліське депо

Працює з 6:00 до 24:00. Інтервал від 2,5 хв у години пік до 12 хв в пізній час.

## Галерея

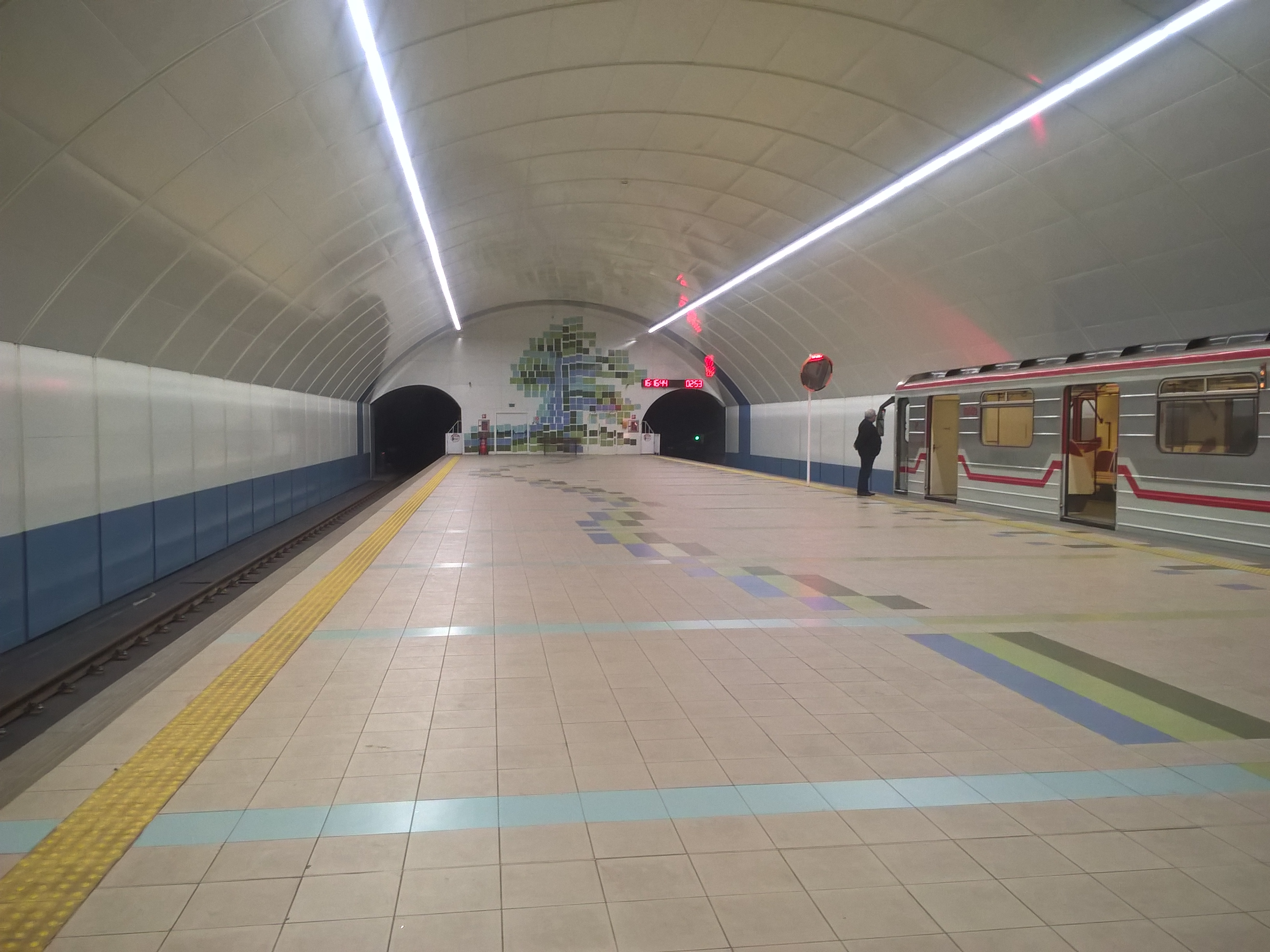
Платформа станції «Сахелмціпо-Університеті»
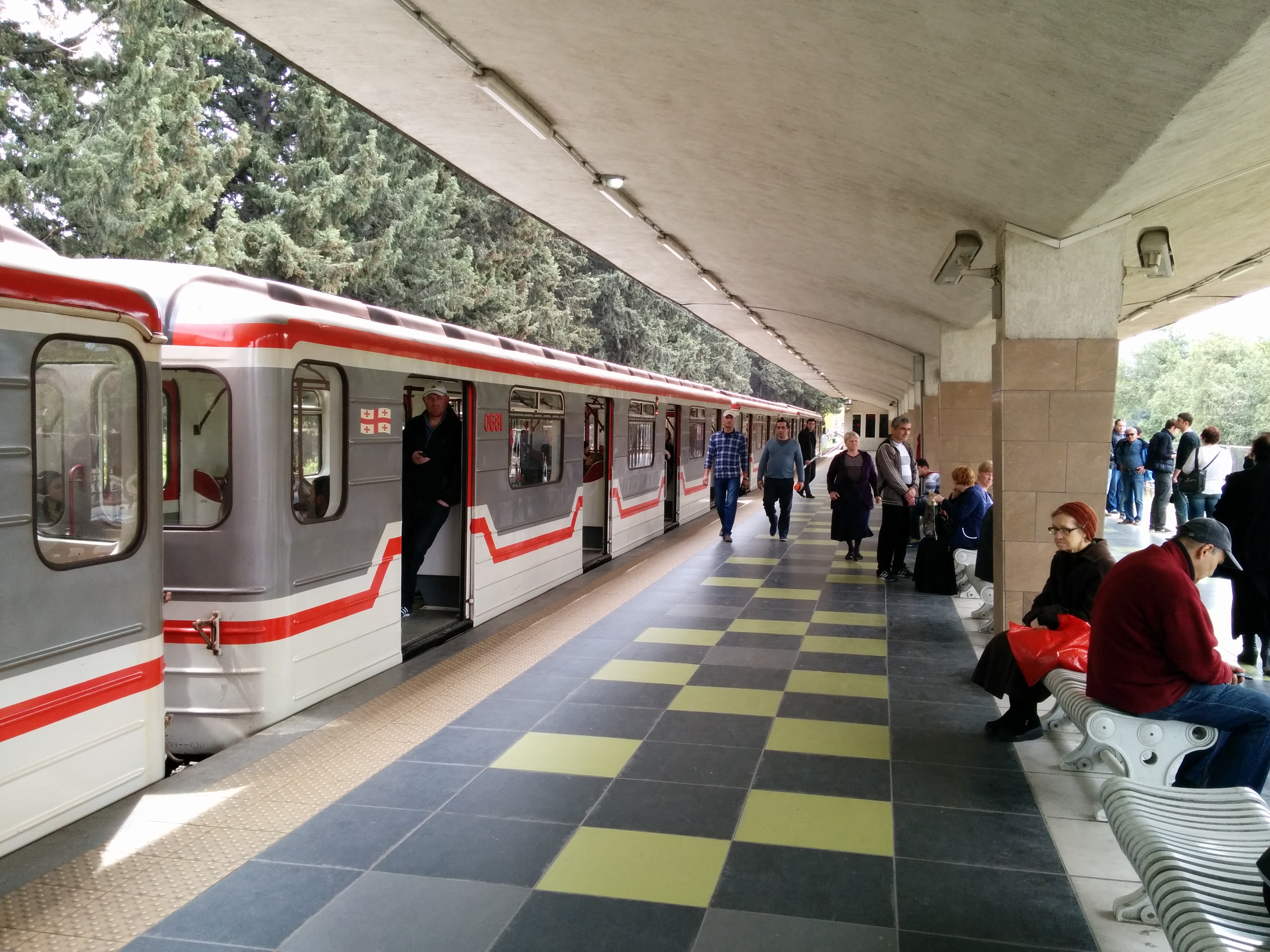
Потяг на станції «Дідубе»
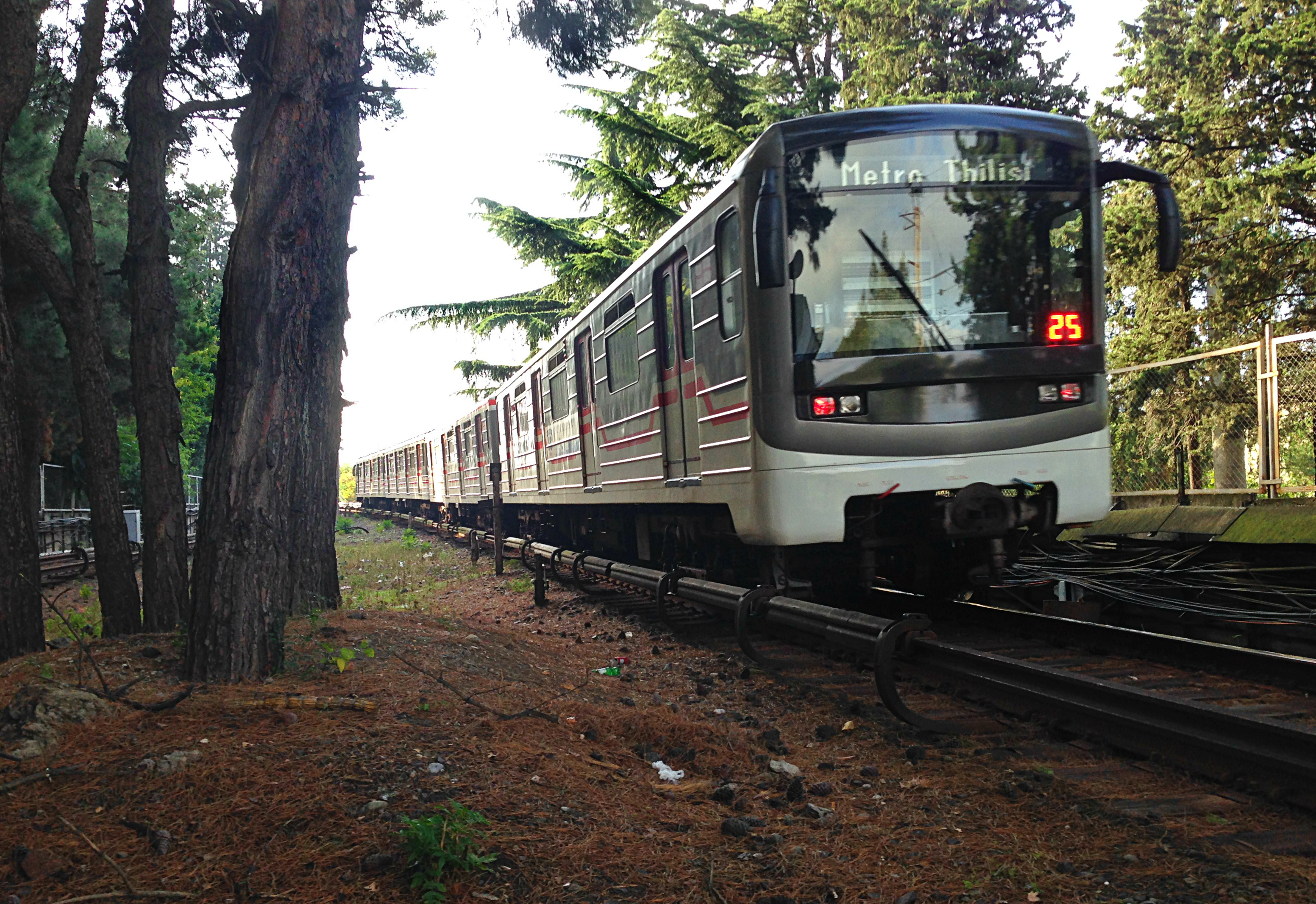
Потяг на наземній ділянці
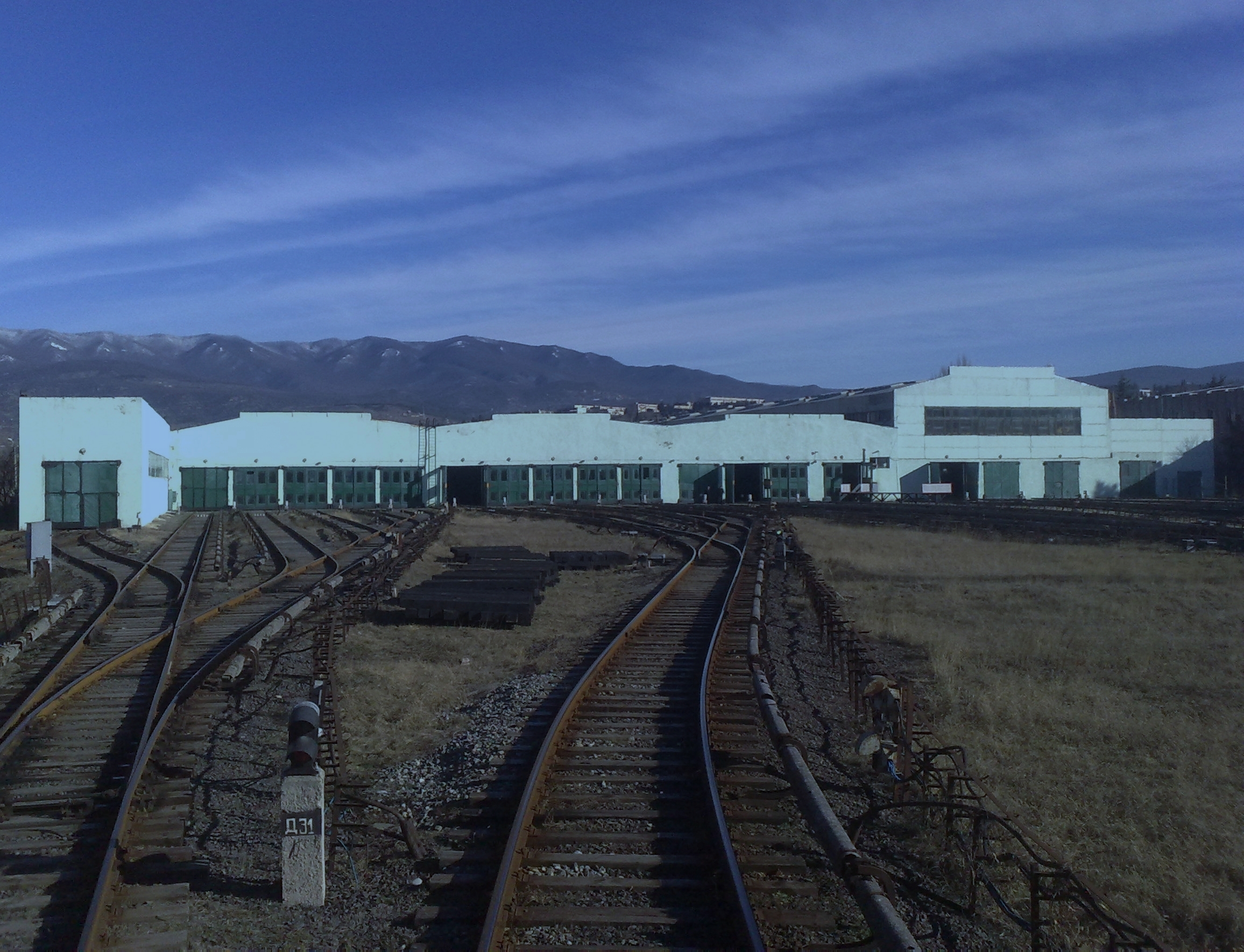
Електродепо «Глдані»